# Richard Woldendorp
Richard Leo Woldendorp (1. ledna 1927 – duben 2023) byl nizozemsko-australský fotograf známý svým leteckým snímkováním australské geografie.

## Životopis
Richard Woldendorp se narodil v Utrechtu v Nizozemsku roku 1934 a vyrůstal u své matky, samoživitelky v Leeuwardenu. Od roku 1934 se vzdělával na internátní škole v Berkelouw a ve svých mladistvých letech studoval design, než v devatenácti vstoupil do armády. Byl vyslán do Indonésie a po třech letech mu byla předložena volba návratu do Holandska nebo migrace do Austrálie a rozhodl se pro druhou možnost. Na své cestě do Sydney dne 5. ledna 1951 se zastavil ve Fremantle, ubytoval se s rodinou přítele v Darlingtonu. Pracoval jako malíř pokojů a vydělával dost peněz, aby tam koupil pozemek.
Před zpáteční cestou do Holandska, cestou přes Suezský průplav a poté po souši přes Evropu v roce 1955, koupil Woldendorp skládací fotoaparát Voigtländer 6x9 cm. Ohromen tvůrčím potenciálem fotografie navštěvoval galerie v Holandsku, aby viděl práce tehdejších autorů Henriho Cartier-Bressona a W. Eugene Smithe, kteří používali 35mm filmové fotografické kamery. V souladu s tím si koncem 50. let 20. století také koupil Leicu, ale toužil po lepším rozlišení, vyměnil jej za středoformátové jednooké zrcadlovky (SLR) Pentacon a čtvercové fotoaparáty Rolleiflex.

## Profesionální fotograf
Po návratu do Perthu se Woldendorp připojil k fotografickému klubu Camera Club v Cottesloe a v roce 1961 vyhrál 1. a 3. místo v soutěži Craven A National Portrait, která ho povzbudila k tomu, aby se stal profesionálem. Přesunul se na východní pobřeží a navázal kontakty s dalšími fotografy a díky své práci pro časopis Walkabout ho jeho redaktor Brian McArdle seznámil s asociací australských fotografů Group M, do které se připojil a vystavoval dokumentární snímky na své první výstavě. Jednalo se o skupinu Urban Woman v melbournském Muzeu moderního umění v Austrálii, která roku 1963 procestovala australská města včetně Perthu i v zahraničí.
V Sydney se Woldendorp setkal s Maxem Dupainem a Davidem Moorem, jejichž příklad ho povzbudil, aby ukázal svou práci vládním ministerstvům a vydavatelům časopisů, než poznal, že převážně nezdokumentovaná kulturní krajina na západě a její rozmach zdrojů jsou pro ně atraktivním tématem, a tak se vrátil do západní Austrálie. Vláda a další agentury poptávali jeho snímky rozsáhlého vnitrozemí, těžby, vládních programů v interakci s domorodými kulturami, nové infrastruktury a atraktivního bydlení, aby podpořily Perth a západní Austrálii pro imigraci, průmysl a cestovní ruch. Bez potřeby studia, jeho smluv s Warnock Sandford Advertising, Australian Tourist Commission, Australian News and Information Bureau a dalšími vládními orgány, jeho práce na volné noze uspokojila jeho lásku k cestování a živil se prodejem také časopisům The Bulletin, Walkabout, Australian Women's Weekly Vogue, vládní časopisy a mnoho novin a RealTime.

## Letecká fotografie
Vzhledem k tomu, že Woldendorp využil příležitosti pořizovat fotografie během dálkové cesty letadlem nad Západní Austrálií , stal se známý zejména svou poloabstraktní leteckou barevnou fotografií. Tu vystavoval na své první samostatné výstavě v Galerii Davida Foulkese Taylora Triangle na předměstí Perth Crawley v roce 1964 a ve spolupráci s fotografem ptáků Peterem Slaterem vydali svou první knihu The Hidden Face of Australia v roce 1968. Navázal na něj filmem A Million Square (1969) ve spolupráci se spisovatelem Tomem T.A.G. Hungerfordem. Vrátil se do Indonésie, obnovil svou dřívější znalost země a jejích obyvatel a v roce 1972 vydal knížku Indonesia. Následně vytvořil přes dvacet knih o zemi, průmyslu a lidech.
V roce 1979 Woldendorp a jeho manželka Lyn založili první obrazovou agenturu v Západní Austrálii; Photo Index. Následoval úspěch, který jim více než dvacet let poskytoval svobodu cestování a práci s uměleckou integritou.
V roce 2007 byly Woldendorpovy snímky použity pro projekce na těla účinkujících v Aureově Skadadě v režii Katie Lavers v Divadle Jeho Veličenstva, Perth, 17.–20. ledna.

## Uznání
Woldendorp se stal členem Australského institutu profesionální fotografie v roce 1991 a čestným doživotním členem v roce 1997.
V roce 2004 byl za svůj přínos umění prohlášen státním žijícím pokladem Západní Austrálie a v roce 2012 byl uznán „za zásluhy o umění jako krajinářský fotograf“ a stal se členem držitelů Řádu Austrálie.
Jeho dílo bylo oslaveno v retrospektivě v galerii Western Australian Art v roce 2009 a další, Woldendorp: Černobílá retrospektiva v Mundaring Arts Centre, v roce 2018.

## Smrt
Woldendorp zemřel v dubnu 2023.

## Publikace
- (1969) Hungerford, T. A. G. and Richard Woldendorp A million square : Western Australia . Melbourne: Thomas Nelson (Australia). ISBN 0-17-001823-7
- (1983) Australia's West Perth, W.A Day Dawn Press. ISBN 0-9596934-1-6
- (1985) Australia, the Untamed Land photographs by Richard Woldendorp. Sydney: Reader's Digest. ISBN 0-949819-61-1
- (1986) SCOTT, John. Landscapes of Western Australia. Claremont: Aeolian Press, 1986. (text: John Scott, photographs by Richard Woldendorp)
- (1992) Journey through a landscape : Richard Woldendorp's Australia. West Perth, W.A : Sandpiper Press. ISBN 0-646-09386-X[15]
- (1994) Australia's flying doctors: the Royal Flying Doctor Service of Australia photographs by Richard Woldendorp ; text: Roger McDonald. Chippendale, N.S.W. : Pan Macmillan ISBN 0-7329-0793-4
- (1995) Australia, the untamed land photographs by Richard Woldendorp. Sydney : Reader's Digest. ISBN 0-86438-933-7
- (1999) Down to Earth: Australian Landscapes. North Fremantle, Fremantle Arts Centre Press in association with Sandpiper Press (text: Tim Winton)
- (2001) Design by nature photographs by Richard Woldendorp; text: Victoria Laurie. North Fremantle, W.A. : Fremantle Arts Centre Press in association with Sandpiper Press, ISBN 1-86368-349-6
- (2003) WOLDENDORP, Richard. Wool: the Australian story. Fremantle: Fremantle Arts Centre Press, 2003. ISBN 1-86368-396-8. (text: Roger McDonald a Amanda Burton)